# Saltos ornamentais nos Jogos Olímpicos de Verão de 1936
Os saltos ornamentais nos Jogos Olímpicos de Verão de 1936 foi realizado em Berlim, na Alemanha, com quatro eventos disputados.

## Eventos dos saltos ornamentais
Masculino: Trampolim de 3 metros | Plataforma de 10 metros

Feminino: Trampolim de 3 metros | Plataforma de 10 metros

## Masculino

### Trampolim de 3 metros masculino
| Pos. | País                 | Atletas         |
| ---- | -------------------- | --------------- |
|      | Estados Unidos (USA) | Richard Degener |
|      | Estados Unidos (USA) | Marshall Wayne  |
|      | Estados Unidos (USA) | Alan Greene     |

Resultado final:
| Pos. | Saltador                     | Pontos |
| ---- | ---------------------------- | ------ |
| 1    | USA Richard Degener          | 163.57 |
| 2    | USA Marshall Wayne           | 159.56 |
| 3    | USA Alan Greene              | 146.29 |
| 4    | JPN Tsuneo Shibahara         | 144.92 |
| 5    | GER Erhard Weiss             | 141.21 |
| 6    | GER Leo Esser                | 137.99 |
| 7    | GER Winfried Marauhn         | 134.61 |
| 8    | JPN Tomio Koyanagi           | 133.07 |
| 9    | TCH Franz Leikert            | 131.98 |
| 10   | YUG Branko Ziherl            | 125.26 |
| 11   | EGY Ismail Ahmed Ramzi       | 121.67 |
| 12   | FRA Roger Heinkelé           | 117.72 |
| 13   | FIN Ilmari Niemeläinen       | 116.80 |
| 14   | AUS Ron Masters              | 115.72 |
| 15   | NED Hans Haasmann            | 111.44 |
| 15   | TCH Josef Nasvadba           | 111.44 |
| 17   | AUT Karl Steiner             | 109.54 |
| 18   | HUN Hidvégi László           | 107.49 |
| 19   | EGY Ahmed Ibrahim Kamel      | 105.02 |
| 20   | GBR Frederick Hodges         | 102.98 |
| 21   | SUI Frédéric Boeni           | 95.84  |
| 22   | HUN Hódi László              | 85.42  |
| 23   | SUI Max Happle               | 80.24  |
| 24   | PER Alfredo Alvarez-Galderon | N/C    |

### Plataforma de 10 metros masculino
| Pos. | País                 | Atletas        |
| ---- | -------------------- | -------------- |
|      | Estados Unidos (USA) | Marshall Wayne |
|      | Estados Unidos (USA) | Elbert Root    |
|      | Alemanha (GER)       | Hermann Stork  |

Resultado final:
| Pos. | Saltador               | Pontos |
| ---- | ---------------------- | ------ |
| 1    | USA Marshall Wayne     | 113.58 |
| 2    | USA Elbert Root        | 110.60 |
| 3    | GER Hermann Stork      | 110.31 |
| 4    | GER Erhard Weiss       | 110.15 |
| 5    | USA Frank Kurtz        | 108.61 |
| 6    | JPN Tsuneo Shibahara   | 107.40 |
| 7    | GER Siegfried Viebahn  | 105.00 |
| 8    | JPN Tomio Koyanagi     | 94.54  |
| 9    | GBR Charles Tomalin    | 94.14  |
| 10   | ITA Carlo Dibiasi      | 90.66  |
| 11   | HUN Hódi László        | 89.25  |
| 12   | EGY Rauf Abdul Seoud   | 88.78  |
| 13   | EGY Ibrahim Khalil     | 88.08  |
| 14   | FIN Ilmari Niemeläinen | 87.60  |
| 15   | AUS Ron Masters        | 86.95  |
| 16   | TCH Franz Leikert      | 86.72  |
| 17   | ITA Ferrero Marianetti | 82.78  |
| 18   | HUN Hidvégi László     | 80.14  |
| 19   | TCH Václav Kacl        | 80.04  |
| 20   | YUG Branko Ziherl      | 78.28  |
| 21   | NOR Sam Melberg        | 77.76  |
| 22   | ITA Franco Ferraris    | 77.60  |
| 23   | SWE Gösta Ölander      | 76.84  |
| 24   | MEX Jesus Flores Albo  | 73.28  |
| 25   | CAN George Athans      | 70.06  |
| 26   | TCH Josef Nasvadba     | 60.02  |

## Feminino

### Trampolim de 3 metros feminino
| Pos. | País                 | Atletas           |
| ---- | -------------------- | ----------------- |
|      | Estados Unidos (USA) | Marjorie Gestring |
|      | Estados Unidos (USA) | Katherine Rawls   |
|      | Estados Unidos (USA) | Dorothy Poynton   |

Resultado final:
| Pos. | Saltadora                  | Pontos |
| ---- | -------------------------- | ------ |
| 1    | USA Marjorie Gestring      | 89.27  |
| 2    | USA Katherine Rawls        | 88.35  |
| 3    | USA Dorothy Poynton        | 82.36  |
| 4    | GER Gerda Daumerlang       | 78.27  |
| 5    | GER Olga Jentsch-Jordan    | 77.98  |
| 6    | JPN Masayo Osawa           | 73.94  |
| 7    | GER Suse Heinz             | 71.49  |
| 8    | JPN Fusako Kono            | 70.27  |
| 9    | GBR Betty Slade            | 69.95  |
| 10   | CAN Lynda Adams            | 67.44  |
| 11   | NOR Inger Nordbø           | 65.94  |
| 12   | AUT Alma Staudinger        | 65.76  |
| 13   | GBR Katinka Larsen         | 64.00  |
| 14   | SUI Annie Villiger         | 62.38  |
| 15   | CAN Thelma Boughner        | 60.04  |
| 16   | FRA Cecile Lesprit-Poirier | 58.86  |

### Plataforma de 10 metros feminino
| Pos. | País                 | Atletas         |
| ---- | -------------------- | --------------- |
|      | Estados Unidos (USA) | Dorothy Poynton |
|      | Estados Unidos (USA) | Velma Dunn      |
|      | Alemanha (GER)       | Käthe Köhler    |

Resultado final:
| Pos. | Saltadora                  | Pontos |
| ---- | -------------------------- | ------ |
| 1    | USA Dorothy Poynton        | 33.93  |
| 2    | USA Velma Dunn             | 33.63  |
| 3    | GER Käthe Köhler           | 33.43  |
| 4    | JPN Reiko Osawa            | 32.53  |
| 5    | USA Cornelia Gilissen      | 30.47  |
| 6    | JPN Fusako Kono            | 30.24  |
| 7    | GBR Jean Gilbert           | 30.16  |
| 8    | GER Anne Ehseheidt         | 29.90  |
| 9    | SWE Ingeborg Sjöquist      | 29.67  |
| 10   | SWE Ann-Margret Nirling    | 29.20  |
| 11   | GER Anneliese Kapp         | 28.66  |
| 12   | NOR Inger Nordbø           | 28.62  |
| 13   | NOR Tullik Helsing         | 28.40  |
| 14   | JPN Masayo Osawa           | 28.10  |
| 15   | DEN Mette Gregaard         | 27.54  |
| 16   | AUT Therese Rampel         | 27.16  |
| 17   | DEN Gida Andersen          | 27.08  |
| 18   | GBR Madge Moulton          | 27.62  |
| 19   | CAN Lynda Adams            | 27.52  |
| 20   | FRA Cecile Lesprit-Poirier | 25.56  |
| 21   | AUT Alma Staudinger        | 25.04  |
| 22   | CAN Thelma Boughner        | 24.30  |

## Quadro de medalhas dos saltos ornamentais
| Ordem | País               | Medalha de ouro | Medalha de prata | Medalha de bronze | Total |
| ----- | ------------------ | --------------- | ---------------- | ----------------- | ----- |
| 1     | USA Estados Unidos | 4               | 4                | 2                 | 10    |
| 2     | GER Alemanha       | 0               | 0                | 2                 | 2     |